# Bosque de la Primavera
Der Wald La Primavera, auf Deutsch „Der Frühling“, auch bekannt als Bosque de la Primavera, „Wald des Frühlings“, ist eine große Waldzone im mexikanischen Bundesstaat Jalisco. Er befindet sich im Westen der Stadt Guadalajara, in den Bezirken Zapopan, Tala und Tlajomulco de Zúñiga, und stellt somit die „Lunge“ der Stadtregion Guadalajara und Umgebung dar. Im Jahr 1934 wurde La Primavera erstmals als Schutzgebiet deklariert. Sowohl von Seiten des Staates wie auch des Bundesstaates wurde der Wald zum geschützten Waldgebiet erklärt, die letzte Verleihung fand im Jahr 1980 durch Präsident José López Portillo statt.

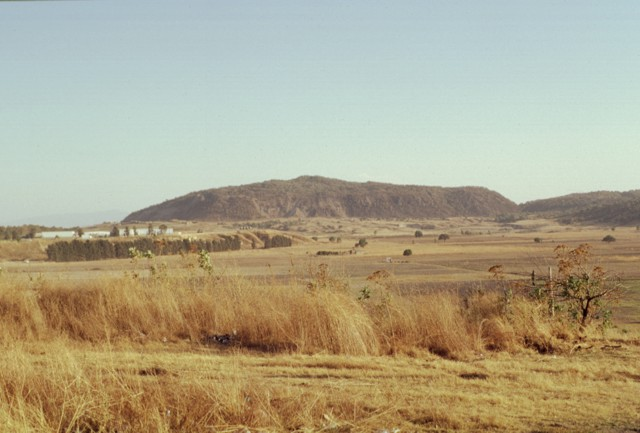
Der Vulkan Cerro El Colli auf dem Gebiet des Nationalparks

## Basisdaten
- IUCN Kategorie :04 (beaufsichtigtes Naturschutzgebiet/Tierschutzgebiet)
- Ausdehnung: 30'500 ha, wobei durch die Anlage von Parkplätzen, unangemessenes Fällen von Bäumen und die letzten Waldbrände nur etwas weniger als 20'000 ha Wald übrig sind
- Dekretdatum: 6. März 1980
- Lage: Bosque de la Primavera
- Physische Beschaffenheit der Region: Neuvulkanischer Gebirgszug
- Geschütztes Ökosystem: Steineichen und Kiefern-Wald, Buschland
- Diversität: 1'000 verschiedene Pflanzenarten, 135 verschiedene Vogelarten
- Vegetationstyp: Kiefern-Wald, Kiefern-Steineichne-Wald, Steineichen-Wald; Steineichen-Kiefern-Wald, tropischer Laubwald, Gräser
- Niederschlagsmenge: 240 Millionen m³ pro Jahr

## Geschichte
Das Gebiet des Bosque de la Primavera befindet sich im Zentrum des Bundesstaates Jalisco, zwischen den floristischen Zonen Sierra Madre Occidental und Eje Neovolcánico Transversal, welche spätestens auf das quartäre Zeitalter datiert werden.
Das „Frühlingsgebirge“ (Sierra de la Primavera) ist aus leicht saurem Vulkangestein und bildet einen Teil der neuvulkanischen Achse, deren Gebirgszug durch Austritt von Magma zwischen Jungpleistozän und Holozän um 20.000 vor Christus geformt wurden.
Eine erste Besiedlung des Gebiets um den Bosque de la Primavera fand ab dem Jahr 350 nach Christus statt. Jedoch siedelten sich erst mit den spanischen Eroberern ab dem 16. Jahrhundert größere Menschenmengen in Guadalajara und Tlajomulco an, die das Holz des Walds für sich selbst oder zum Verkauf nutzten.
Anfang des 20. Jahrhunderts wurde das Gutshaus Hazienda La Primavera auf dem Land errichtet, das zuvor der 1896 erbauten Tequila-Destillerie Lancaster Jones gehörte, der Zweck der Hazienda war die Nutzung des Harzes. Erst um das Jahr 1960 findet der Name der Hazienda, des umliegenden Waldes und der größer werdenden Siedlung häufigere Erwähnung. Heute gehört sie zum Bezirk Zapopan.
Im Jahr 1934 wurde das Gebiet durch Präsident Lázaro Cárdenas zum Waldschutzgebiet erklärt, ein Areal von ungefähr 10.000 km² nahe Guadalajara, das heute den Bosque La Primavera bildet.
Im Jahre 1963 unter dem Gouverneur Juan Gil Preciado begann die bundesstaatliche Waldkommission von Jalisco ein Projekt um einen „Staatlichen Park La Primavera“ einzurichten. Die Anstrengung wurde von der nationalen Regierung im Jahr 1964 unterstützt.

### Aufhebung des Schutzes und Besiedlung
Am 26. Dezember 1970 wurde nach 36 Jahren der Schutz des Waldes aufgehoben und der Bosque de la Primavera wurde von der Regierung des Bundesstaates Jalisco für die öffentliche und touristische Nutzung umgewidmet. Dieses Werk des damaligen Gouverneurs Francisco Medina Ascencio war der erste Schritt, welcher die Tür für die Fragmentierung und Besiedlung des Waldgebiets öffnete.
Bemerkenswerterweise geschah dies wenige Tage nachdem der vorherige Präsident Gustavo Díaz Ordaz sein Amt niederlegte. Sein Nachfolger Luis Echeverría Álvarez nahm die Änderung vom geschützten Gebiet in öffentliches Gebiet vor. Echeverria war mit María Esther Zuno Arce, Tochter einer prominenten lokalen Familie verheiratet. Dies lässt vermuten, die Amtshandlung sei eine Belohnung für seine Unterstützer aus Ost-Mexiko gewesen, damit sie das Waldgebiet für ihre Immobilieninteressen nutzen konnten.
Am 14. Oktober 1972 wurde der Bosque de la Primavera erneut per Dekret des Gouverneurs von Jalisco Alberto Orozco Romero zum städtischen Gebiet ernannt, um die Beschneidung des Schutzes abzuschließen. Sofort wurden Besiedlungsrechte für die Wohngebiete Pinar de la Venta, El Palomar und Bugambilias vergeben.
Am 20. August 1973 wurde der Befehl des Gouverneurs des Bundesstaates vom 3. November 1967 aufgehoben, um die Dotierung der ejidalen Gebiete des Dorfes Lic. Adolfo López Mateos zu genehmigen und ihnen eine 1.103 ha große Weidefläche guter Qualität zuzusprechen. Dies war illegal, da das Ejido aus weniger Personen bestand, als zur Bildung eines Ejidos notwendig waren.
Heute befinden sich 54 % der Fläche im Privatbesitz, 28 % sind im Besitz von Kommunen und Ejidos und lediglich 18 % in öffentlicher oder staatlicher Hand.

### Die Rettung
Am 6. März 1980, als Amtshandlung des damaligen Präsidenten José López Portillo, wurde in der offiziellen Zeitung des Bundesstaates das Dekret veröffentlicht, das die Einrichtung eines Wald- und Tierschutzgebiet mit dem Namen La Primavera (ZPFRFSLP) zum öffentlichen Interesse verkündet, welche aus einer Fläche von 30.500 ha in den Bezirken Tala, El Arenal, Zapopan und Tlajomulco de Zúñiga besteht. Bereits am 25. September 1980 wurde unter der Amtszeit des Gouverneurs Flavio Romero de Velasco die Aufhebung dieses staatlichen Dekrets gefordert, um die Zone als touristisches und urbanes Gebiet auszuweisen.
Im selben Jahr akquirierte der Gouverneur über einen Spendungs-Vertrag 5.290 ha im Westen des Walds, von denen die Regierung 672 ha für das Holzinstitut, Zellulose und Papier der Universität von Guadalajara für ihren Auftrag der Natur- und Waldbildung bewilligte, für einen Zeitraum von 25 Jahren. Im Jahr 1992 wurde das Zentrum der Ökologie des Bosque La Primavera der Universität Guadalajara zum Zweck der Umweltbildung eingerichtet.

### Geothermische Schäden durch das staatliche Energieunternehmen CFE
Die Comisión Federal de Electricidad (CFE) begann in den 1980er Jahren ein Geothermisches Kraftwerk zu errichten, das jedoch nie fertiggestellt wurde. Die hervorgerufene Verwüstung inmitten des Waldes war riesig und bis heute hat sich dieses Gebiet nicht erholt. Die vorgenommenen Erdbewegungen entsprechen mehreren Tagebauten. Noch immer sieht man die installierten Rohre, Umzäunungen und Wege, die stetige Erosion und Auswaschungen verursachten.
Angesichts der öffentlichen Anschuldigungen verbot die CFE den Zutritt zum Gelände und stellte Wachleute für den Eingangsbereich ab. Als Antwort darauf beantragte der Gouverneur Guillermo Cosío Vidaurri, das Projekt aufzugeben und die Zone neu zu bewalden. Nach mehrmonatigen Verhandlungen stellte er schließlich ein Ultimatum.
In einem nie zuvor dagewesenen Akt machten der Gouverneur und die Presse eine Besichtigung per Flugzeug, wobei man aus der Luft gut die grünen Zonen der Auswaschungen erkennen konnte. Mehrere Bürger und Presseleute öffneten den Zaun der CFE, um sich Zugriff zum Gelände zu verschaffen. Dort entdeckten sie, dass die CFE teilweise die Erde mit Acrylfarbe grün gefärbt hatte, anstatt das Gebiet aufzuforsten. Nach eigener Aussage wurde Guillermo Cosío Vidaurri in einer lächerlichen Weise getäuscht, vielleicht war er aber auch Teil des Täuschungsprozesses um die Öffentlichkeit zu beruhigen.
1989 wurde das Projekt des geothermischen Kraftwerks aufgrund der Umweltschäden gestoppt. Im Jahr 2008 wurden 14 neue Bohrlöcher genehmigt und das Projekt nach 19 Jahren Pause wieder aufgenommen.

### Feuer

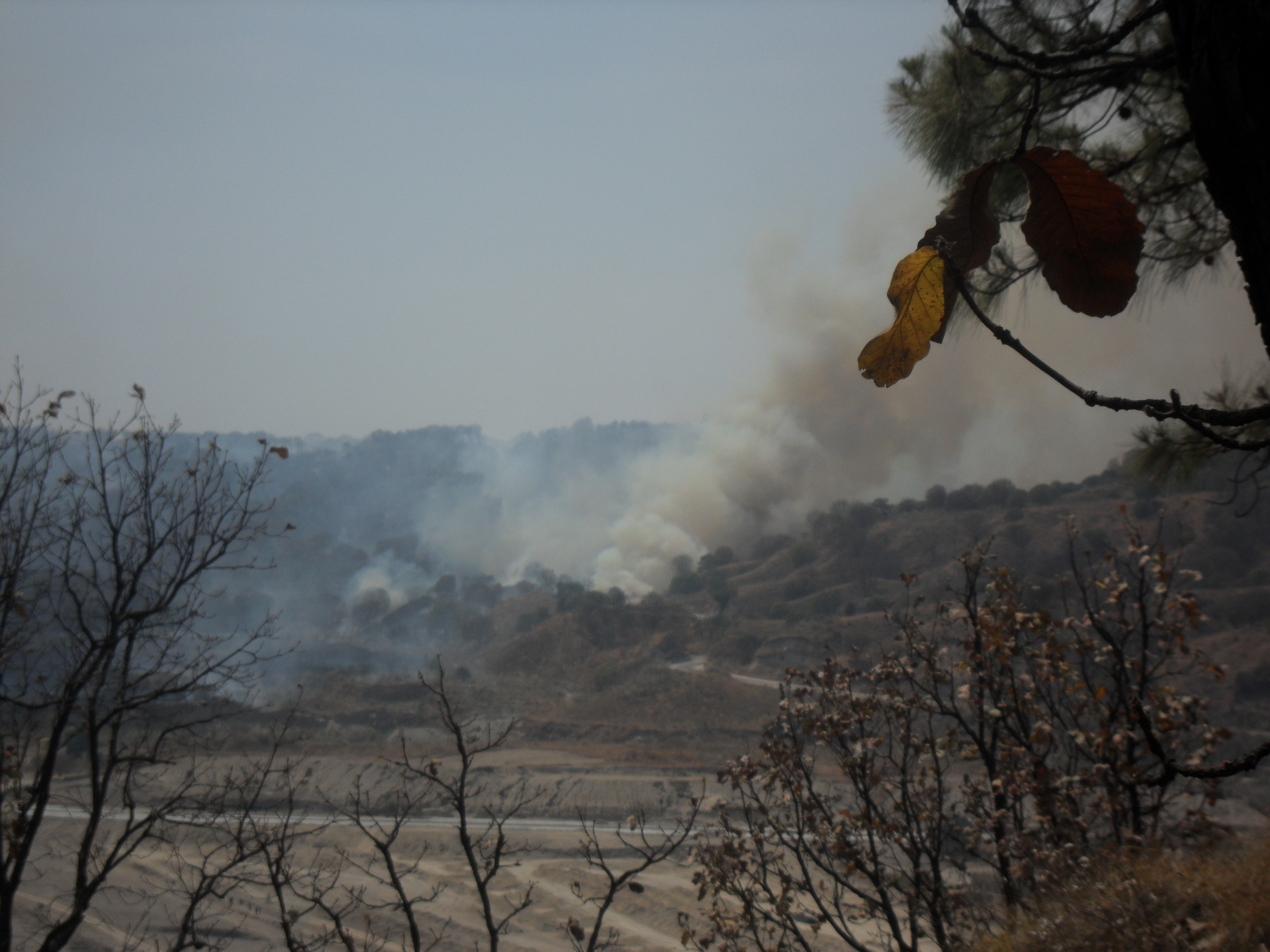
Waldfeuer im Bosque de la Primavera

Der Bosque de la Primavera erleidet alljährlich große Schäden durch fehlende Brandschutzmaßnahmen, dies ist der Hauptgrund für den Niedergang des Waldes. Bei einem Waldbrand im Jahre 2005 wurden um die 8.000 Hektar Wald geschädigt. Er wurde als Umweltrisiko für die Stadtregion Guadalajara eingestuft. Es musste Gefahrenstufe 2 ausgerufen werden, da der IMECA (Index der städtischen Luftqualität) auf 370 Punkte stieg, bei einem Normalwert zwischen 50 und 100 Punkten. Es dauert mindestens 20 Jahre, bis sich der Wald von diesem Brand erholt.

## Aktivitäten und Einrichtungen des Parks
Auf dem Gebiet des Parks befinden sich viele gefasste und nicht eingefasste Thermalquellen. Außerdem gibt es die Möglichkeit für Fahrrad- und Reittouren.
Zu den interessanten Orten des Parks gehören:
- Cañón de las Flores: Schwimmbad / Thermalbad, Spiele, Terrassen, Campingzone
- Ejido la Primavera: Bewaldete Picknickzone, Campingzone, Toiletten, Parkplätze, Grillplätze, öffentlicher Lebensmittelverkauf
- CEA Agua Prava: Ausbildungs- und Schulbildungszentrum für Natur, Ruinen von Haziendas, Kirche von Primavera und Kirche von La Venta del Astillero
- Estancia San Pablo: Thermalbäder und Heilbäder
- Hotel und Spa Rio Caliente: Ein Hotel mit Spa auf dem Parkgelände
- Río Caliente: Fluss mit Thermalwasser, Picknick-Zone und Bewaldung
- Balneario la Presa: Fluss mit Thermalwasser, Picknick-Zone und Bewaldung
- El Agua Dulce: Picknick-Zone, Camping und Bewaldung

Ein weiteres angelegtes Thermalbad ist das Balneario Los Volcanes.

## Geologie
La Primavera besteht aus zwei verschiedenen Zonen: zwei biogeografische Regionen, die Nearktis und die Neotropis und aus den zwei floristischen Provinzen Sierra Madre Occidental und Sierras meridionales oder Eje Volcánico Transversal. Es ist eines der neuesten vulkanischen Gebirgszüge Mexikos; Die durchschnittliche jährliche Niederschlagsmenge beträgt 240 Millionen Kubikmeter, durch die mit oberflächlichem und unterirdischem Wasser die Täler Atemajac-Tesistán (inklusive der Metropolen-Region Guadalajara ZMG), Toluquilla und Ezatlan-Ahualulco, und indirekt durch den Río Ameca das Ameca Tal gespeist werden. Die geschützte La Primavera Region sorgt in den angrenzenden Gebieten für einen milden Sommer und Winter und erlaubt die Existenz von verschiedenen Pflanzen- und Tierarten.

## Fauna
Die bis zum heutigen Tag im Schutzgebiet durchgeführten Studien zeigen das Vorkommen von 29 verschiedenen Säugetieren in 25 Gattungen und 14 Familien.
Unter den kürzlich registrierten Fleischfressern befindet sich der Puma Felis concolor, welcher ein Indikator für die Qualität des Habitats ist. Obwohl die letzte Registrierung eines Pumas 1974 erfolgte, wurde seine Anwesenheit in den letzten Jahren durch Spuren, Exkremente und direkte Beobachtung festgestellt.
Des Weiteren gibt es weitere registrierte Säugetiere wie die Gebirgskatze Lynx rufus, das Wild mit weißem Schwanz Odocoileus virginianus, den Kojoten Canis latrans und den grauen Fuchs Urocyon cinereoargenteus. Eine weitere interessante Spezies ist Katze Felis yagouaroundi, welche als gefährdet eingestuft ist (gemäß NOM-059 – ECOL-94).

## Flora
Im Wald befinden sich gemäß der Qualifikation des Eichenwalds (Quercus) vier verschiedene Vegetationsarten; Wald aus Steineichen-Kiefer (Quercus-Pinus); Kiefern-Wald (Pinus) und tropischer Laubwald; außerdem gibt es drei Typen von Gemeinschaften krautiger Pflanzen (riparia, rupicola und ruderal), welche sich in den verschiedenen, erwähnten Vegetationstypen bilden.
Die Bäume haben eine Höhe von 6 bis 15 Meter, ihr Aussehen ist leicht geschlossen und manchmal geöffnet, mit einer Serie von Gemeinschaften je nach Höhenlage und abnehmender Temperatur, wie man in folgendem Bild der Höhenränge (msnm) sehen kann
- 1800 bis 1900 Quercus castanea, Q. laeta, Q. obtusata und Pinus oocarpa
- 1900 bis 2000 Q. coccolobifolia, Q. viminea, Pinus oocarpa, Clethra rosei und Agarista mexicana
- 2000 bis 2225 Q. magnoliifolia, Pinus douglasiana und Prunus-Serotina var. capuli
- Die letzte der erwähnten Formationen findet sich vor allem in den Hügeln San Miguel und Planillas, welche die höchsten von La Primavera sind.

Die Buschelemente erreichen eine Höhe von 1 bis 3 m und sind weit verbreitet. Die Üblichsten sind:
Calliandra anomala, Diphysa suberosa, Comarostaphylis glauscescens, Vaccinium stenophyllum und Agave guadalajarana.

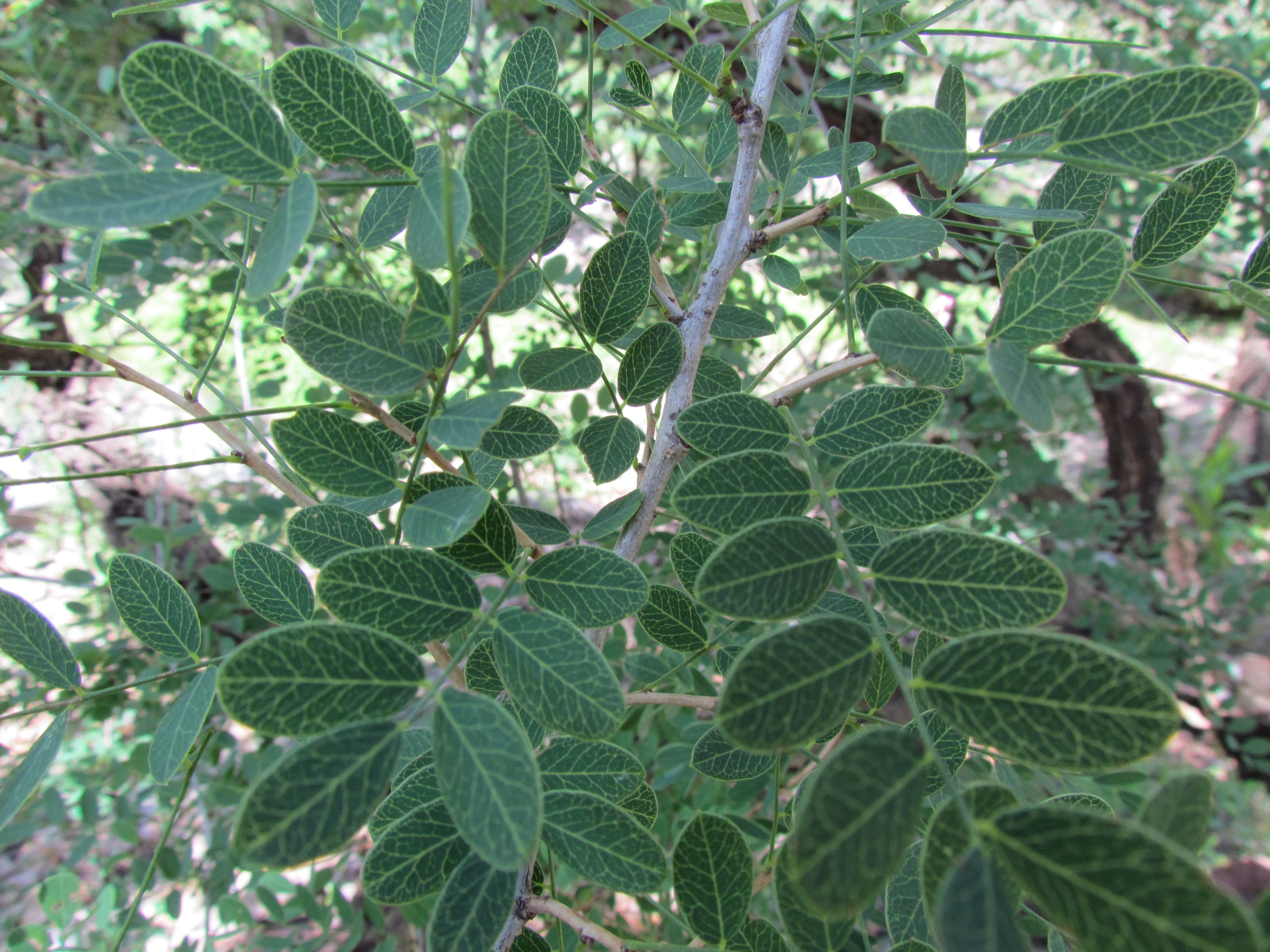
Blätter des Diphysa Suberosa

Unter den Kräutern befinden sich Spezies wie Aristida barbata, Aristida hintoni, Dalea pectinata, und Lostephane heterophylla.

## Konservierung
Die Hauptprobleme sind: Fraktionierung, geothermische Gruben, Ausbeutung des Holzmaterials, heimliche Jagd, maßlose Abholzung, Feuer, übermäßige Nutzung der Weiden, Befahren durch Motorräder.
Ziel der Konservierung: Sicherstellen der Umweltbedingungen, die zum Schutz der signifikanten Spezies, Spezies-Gruppen, Intakt halten des Biosystems und der physischen Umwelt-Charakteristiken, welche für die Fortpflanzung der Spezies notwendig sind. Die kontrollierte Ernte/Ausbeute kann erlaubt werden.

## Bibliografie
- Comisión Nacional de Áreas Naturales Protegidas: Programa de manejo del área de protección de la flora y fauna La Primavera. Secretaría de Medio Ambiente y Recursos Naturales, Mexiko 2000 (spanisch, gob.mx [PDF; abgerufen am 25. April 2012]).